# هارفي غارسيا
هارفي غارسيا (بالإنجليزية: Harvey García) هو لاعب كرة قاعدة دومينيكاوي، ولد في 16 مارس 1984 في كاراكاس في فنزويلا.

## وصلات خارجية
- هارفي غارسيا على موقع دوري كرة القاعدة الرئيسي (الإنجليزية)
- هارفي غارسيا على موقعبيزبول رفرنس.كوم (الدوري الرئيسي) (الإنجليزية)
- هارفي غارسيا على موقعبيزبول رفرنس.كوم (الدوري الثانوي) (الإنجليزية)